# Caulophryne jordani
Caulophryne jordani is een straalvinnige vissensoort uit de familie van diepzeehengelvissen (Caulophrynidae). De wetenschappelijke naam van de soort is voor het eerst geldig gepubliceerd in 1896 door Goode & Bean.